# Nektar
Nektar — британская прогрессив-рок-группа 1970-х годов.
Группа была сформирована в немецком Гамбурге в 1969 году. В её состав вошли англичане Рой Элбратон (гитары и вокал), Аллан «Taff» Фримен на клавишных, Дерек «Мо» Мур на басу, Рон Хауден на барабанах, и Мик Брокетта, отвечаший за освещение, спецэффекты и прочее. Написание песен всегда было плодом коллективных усилий.

## Ранняя история
Группа образовалась в Гамбурге, Западная Германия, в 1969 году. Членами-основателями были англичане Рой Олбрайтон на гитарах и вокале, Аллан "Тафф" Фримен на клавишных, Дерек "Мо" Мур на басу, Рон Хауден на барабанах и художники Мик Брокетт и Кит Уолтерс отвечашие за освещение, спецэффекты и прочее. Хотя концепция неработающих участников группы не была беспрецедентной (например, лирик Кит Рид в "Прокол Харум"), считалось необычным, что треть состава Nektar не играла никакой роли в исполнении или написании своей музыки. На протяжении всего их раннего существования авторство песен группы приписывалось всем шести участникам на обложках альбомов, но записи BMI показывают, что музыка была написана четырьмя исполнителями (Олбрайтон, Фримен, Мур и Хауден). Однако Мик Броккетт написал тексты песен в соавторстве с "Мо" Муром и придумал или внес свой вклад в оригинальные названия альбомов.
Дебютный альбом группы, Journey to the Centre of the Eye (1971), состоял из одной песни продолжительностью более 40 минут, причем последние 100 секунд первой части повторялись в начале второй части для поддержания непрерывности. Это был концептуальный альбом, посвященный астронавту, которому инопланетяне дали ошеломляющие знания, со звуковыми текстурами, напоминающими психоделический рок. Последующая работа, "A Tab in the Ocean" (1972), опиралась на более традиционные влияния рока и блюза. Уолтерс ушел к моменту выхода их третьего альбома, сильно импровизированного двойного альбома "родившегося в студии" ...Sounds Like This (1973), хотя группа какое-то время будет продолжать использовать его творчество в своих шоу и дизайне альбомов. У группы вырос культ последователей, основанный в основном на сарафанном радио.

## Успех
Американский релиз Nektar "Remember the Future" (1973) на короткое время привел группу к массовой популярности. Концептуальный альбом, возвращающийся к теме "Journey to the Centre of the Eye", посвященной инопланетянам, дарующим человеческое просветление, но со слепым мальчиком в качестве главного героя. Он продемонстрировал гораздо более мелодичное звучание, чем предыдущие альбомы, и попал в Топ-20 чартов альбомов в США. Следующий альбом, Down to Earth (1974), был еще одним концептуальным альбомом (на этот раз с цирковой тематикой).; он также хорошо продавался, войдя в Топ-40 чартов альбомов и включая их единственную песню, попавшую в чарты синглов Billboard, "Astral Man". Следующий альбом, Recycled (1975), был стилистически близок таким группам, как Gentle Giant, и продолжил тесную связь группы с прогрессивным роком.
Олбрайтон покинул группу в декабре 1976 года, незадолго до студийных сессий для первого релиза Nektar на мейджор-лейбле Magic Is a Child (1977). К остальным участникам в этот момент присоединился гитарист/вокалист Дэйв Нельсон. Альбом был более эклектичным, хотя и с более короткими песнями и довольно простыми ритмами. В лирическом плане альбом охватывал широкий спектр тем - от скандинавской мифологии и магии до более приземленных тем, таких как железные дороги и водители грузовиков. В 1978 году группа распалась; Однако в 1979 году Олбрайтон и Фримен реформировали группу с басистом Кармином Рохасом и барабанщиком Дэйвом Пратером и выпустили новый альбом "Man in the Moon" (1980), прежде чем группа снова распалась в 1982 году.
Ян Кертис из Joy Division был поклонником группы и был сфотографирован перед тем, как присоединиться к группе, в футболке Nektar.

## Реформация
Nektar перегруппировался в 2000 году с составом, состоящим из Олбрайтона, Фримена и барабанщика Рэя Хардвика; и выпустил новый альбом под названием "The Prodigal Son". В следующем году группа возглавила NEARfest (противоположность Стива Хакетта) с полным классическим составом, включая Мо Мура на басу, Рона Хаудена на барабанах и Ларри Фаста (который играл на Recycled), снова выступающего на синтезаторах. В 2003 году Мур покинул группу и был заменен новым басистом Рэнди Дембо. Нектар записал еще один альбом "Evolution", прежде чем Фримена заменил Том Хьюз. Дембо и Хьюз ушли в августе 2006 года, сославшись на проблемы со связью, денежные проблемы, личные проблемы и проблемы с доверием к руководству. Дембо был ненадолго заменен вернувшимся Кармином Рохасом, прежде чем группа определилась с составом, который состоял из Олбрайтона, Хаудена, гитариста Стива Адамса, басиста Деши Даннахо и клавишника Стива Маттерна. Однако этот состав никогда не появлялся вживую на сцене на публике.
Позже, в 2006 году, группа нашла новое руководство в лице Роя Клея, чтобы заменить Эклектичный персонал звукозаписи, играя на "Прог-фестивалях" по всему миру на неполный рабочий день и время от времени появляясь в некоторых из своих старых мест в районе Нью-Джерси/Нью-Йорка. Впоследствии Клей был освобожден от обязанностей руководителя в начале 2007 года после спора по финансовым вопросам. Группа подала официальную жалобу, которая разоблачила дальнейшие мошеннические действия. Клей был в конечном счете осужден за мошенничество, ложь и подделку документов и был заключен в тюрьму на 2 года и 11 месяцев.
В середине 2007 года Олбрайтон предпринял сольный тур. Полный тур группы по Европе (в первую очередь по Германии) был запланирован европейским промоутером, но им пришлось отложить, так как требовались дополнительные средства для завершения нового альбома "Book of Days", который был выпущен только в следующем году, к тому времени Адамс, Даннахо и Маттерн покинули группу. В Книге дней было представлено больше гитарных работ Роя Олбрайтона, чем в предыдущих альбомах Nektar.
В конце 2007 года группа отправилась в тур, для которого они полностью исполнили "Remember the Future", состав которого теперь включает Клауса Хенача на клавишных и Питера Пихля на басу. В этом составе они активно гастролировали по Европе в 2008 году. Результатом этих концертов стал высоко оцененный двойной концертный CD-альбом "Fortyfied", который был выпущен в 2009 году под собственным лейблом Роя "Treacle Music". В 2009 году группа также снова отыграла свой первый концерт в США, появившись в качестве хедлайнеров на фестивале "Rites Of Spring" и в недельном туре по Восточному побережью.
В середине 2011 года Lux Vibratus присоединился к группе на басу для тура Cleopatra records "Space Rock Invasion" в США. К тому времени, когда группа приступила к записи альбома "A Spoonful of Time" (2012), обязанности баса разделили сессионный музыкант Юрген Энглер, мистер Большой басист Билли Шихан и участник Yes Билли Шервуд, который также выступал в качестве продюсера альбома. Состав группы Олбрайтон-Хауден-Хенач-Шервуд записал и выпустил альбом "Time Machine". Специальное шоу после записи было организовано в Каретном сарае в округе Саут-Ориндж, штат Калифорния. Вернувшись в Nektar в 2013 году, Lux Vibratus был на басу на мероприятии Cruise To The Edge, за которым последовал Культурный фестиваль Virada в Сан-Паулу, Бразилия. В июне этот состав снова отправился в тур по США, объявленный как "Легенды классического рока Великобритании". В январе 2014 года басист Том Фрай присоединился к группе в европейском туре. В этом туре Че Олбрайтон, сын Роя, впервые выступил в качестве барабанщика, потому что у Хаудена была другая помолвка. Че ранее работал туроператором в компании "Nektar" в нескольких турах.
26 июля 2016 года Рой Олбрайтон умер после неустановленной болезни в возрасте 67 лет.
После смерти Роя Олбрайтона Клаус Хенач (Клавиши), Рон Хауден (ударные) и Том Фрай (бас) решили продолжить производство нового альбома с лейблом On Stage Records, с которым они работали с 2015 года. Первый релиз под этим лейблом-двойной альбом Live CD Live In Bremen. Также высоко ценился и ценится, потому что он документирует последний тур с Роем Олбрайтоном. Позже также был выпущен как тройной виниловый альбом. Для этого нового начала Nektar Александру Хоффмейстеру было предложено пойти по стопам своего кумира и друга Роя Олбрайтона. После прослушивания в 2017 году Клаус Хенач, Рон Хауден и Том Фрай были готовы продолжить традицию Nektar с Александром Хоффмейстером в качестве нового фронтмена и гитариста.
В начале 2018 года Рон Хауден (ударные) решил покинуть группу, чтобы основать свой собственный вклад в Nektar в США, и обратился к Дереку "Мо" Муру с просьбой присоединиться к его группе Nektar. Когда Мур согласился, бывшие участники Рэнди Дембо (бас и 12-струнный), Мик Броккетт (свет, проекции и атмосфера) и Райч Чланда (гитара и вокал) вскоре подписали контракт. Чтобы заполнить место для клавишных, на борт был поднят Кендалл Скотт, друг Кланды.
Обстоятельства ухода Хаудена приводят к нынешнему состоянию группы, а именно к тому, что существуют два образования, следующие за названием "Nektar". Один из них базируется в Германии и работает под названием New Nektar, а другой-в Соединенных Штатах. Чтобы создать некоторое отличие и дистанцию от старых успехов, немецкая группа выпустила свой концептуальный альбом Megalomania в 2018 году под названием "New Nektar". Чтобы заполнить пробел в барабанах, немецкая организация наняла Че Олбрайтона, сына Роя Олбрайтона, для записи барабанов для Megalomania, хотя, когда группа отыграла свой релизный тур Megalomania в декабре 2018 года, он был занят игрой с Джейми Лоусоном, поэтому Норберт "Панза" Леманн присоединился к группе. Американский состав собрал набор никогда официально не записанных песен из предыдущего пребывания Чланды в группе и начал репетиции и записи для нового альбома, который будет называться "The Other Side". Этот альбом был выпущен в январе 2020 года под названием "Nektar".

## Персоналии

### Нынешние участники

#### Соединенные Штаты
- Рон Хауден (Ron Howden) – ударные, перкуссия, бэк-вокал (1969-1978, 2003-2016, 2019–настоящее время)
- Дерек "Мо" Мур (Derek "Mo" Moore) – бас, клавишные, вокал и тексты песен (1969-1978, 2002-2003, 2019–настоящее время)
- Мик Броккетт (Mick Brockett) – спецэффекты (1969-1977, 2002, 2019–настоящее время)
- Райче Чланда (Ryche Chlanda) – гитары, вокал (1978, 2019–настоящее время)
- Рэнди Дембо (Randy Dembo) – бас, басовые педали, бэк-вокал (2003-2006, 2019–настоящее время)
- Кендалл Скотт (Kendall Scott) – клавишные (2019–настоящее время)

#### Германия (также известная как New Nektar)
- Клаус Хенач (Klaus Henatsch) – клавишные, бэк-вокал (2007–настоящее время)
- Александр Хоффмейстер (Alexander Hoffmeister) – вокал, гитары (2017–настоящее время)
- Норберт "Панза" Леманн (Norbert "Panza" Lehmann) – барабаны, бэк-вокал (2018–настоящее время)
- Хейке Нолден (Heike Nolden) – бас, скрипка, бэк-вокал (2019–настоящее время)

### Бывшие участники
| - Рой Олбрайтон – гитары, бас, вокал (1969-1976, 1978, 1979-1982, 2000-2016; его смерть) - Аллан "Тафф" Фримен – клавишные, синтезаторы, бэк-вокал (1969-1978, 1979-1980, 2000-2004) - Кит Уолтерс – спецэффекты (1969-1972) - Ларри Фаст – синтезаторы (1975-1978, 2002-2003) - Дэйв Нельсон – гитары, вокал (1976-1978) - Дэйв Пратер – ударные, перкуссия, бэк-вокал (1979-1982) - Кармин Рохас – бас, бэк-вокал (1979-1982, 2006) - Томми Шмидт – клавишные, бэк-вокал (1980-1982) | - Рэй Хардвик – ударные, перкуссия (2000-2003) - Скотт Кренц – перкуссия, вокал (2002) - Том Хьюз – клавишные, бэк-вокал (2004-2006) - Стив Адамс – гитары, бэк-вокал (2006-2007) - Деша Даннахо – бас, бэк-вокал (2006-2007) - Стив Маттерн – клавишные (2006-2007) - Питер Пихль – бас (2007-2011) - Lux Vibratus – бас (2011-2014) - Том Фрай – бас (2014-2019) - Билли Шервуд – бас (2013) - Че Олбрайтон – барабаны (2014, 2018) |

## Дискография
- 1971 - Journey to the Centre of the Eye
- 1972 - A Tab in the Ocean
- 1973 - ...Sounds Like This
- 1973 - Remember the Future
- 1974 - Down to Earth
- 1975 - Recycled
- 1977 - Magic is a Child
- 1977 - Nektar - Live in New York
- 1978 - More Live Nektar in New York
- 1980 - Man in the Moon
- 2001 - The Prodigal Son
- 2004 - Evolution
- 2005 - Door to the Future
- 2007 - Book Of Days
- 2012 - A Spoonful of Time
- 2013 - Time Machine

## Интересные факты
- По некоторым данным известно что Аллан «Taff» Фримен является другом детства основателя культовой рок-группы Pink Floyd Сида Баррета. [1]
- Nektar одна из немногих рок-групп, которая выпустила все свои альбомы на аудиокассетах.